# Baldemu
Le baldemu (ou baldamu, baldare, mbazla) est une langue tchadique de l'Extrême-Nord du Cameroun.
Pratiquement considérée comme disparue – en 2003, on dénombrait 4 locuteurs –, elle était parlée dans le département du Diamaré, à Balda et Bogo, ainsi qu'à l'est de Maroua.
Beaucoup de locuteurs ont opté pour le peul.